# Escuraflascons becgròs
L'escuraflascons becgròs
(Phalaropus fulicarius) és una espècie d'ocell de la família dels escolopàcids (Scolopacidae) que en estiu habita tundres costaneres des de Groenlàndia i Islàndia, cap a l'est, a través de Spitsbergen, Nova Terra, Nova Sibèria i nord de Sibèria fins Txukotka i des d'Alaska i el Canadà cap a l'est fins Labrador, incloent diverses illes àrtiques. En hivern esdevé pelàgic i habita al Pacífic i l'Atlàntic.